# اپاس

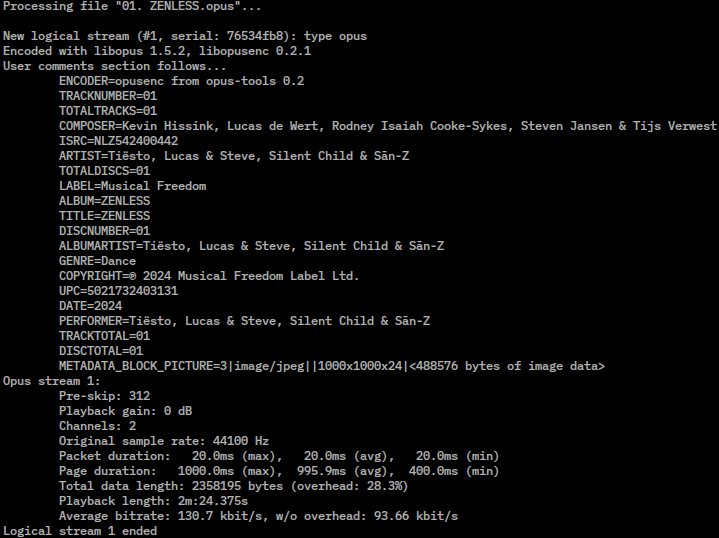
اُپاس (Opus)

اُپاس (Opus) یک فرمت متن باز و استاندارد برای فشرده‌سازی بااتلاف صدا است که توسط کارگروه مهندسی اینترنت توسعه یافته‌است. این فرمت تأخیر الگوریتمی بسیار کمی نسبت به فرمت‌های صوتی محبوب دیگر مانند Ogg Vorbis ,MP3 و … دارد، از همین رو اوپاس برای کاربردهایی چون اجرای موسیقی تحت شبکه و هماهنگ سازی لب (به انگلیسی: lip synchronization) در رویدادهای زنده بسیار مناسب است، همچنین پشتیبانی از فرمت اوپاس برای پیاده‌سازی وب‌آرتی‌سی (به انگلیسی: WebRTC) الزامی است. اوپاس علاوه بر تأخیر بسیار پایین در فشرده‌سازی داده‌های صوتی، از لحاظ کیفیت در bitrate توانایی رقابت بالایی با فرمت‌های پراستفاده‌ای همچون Ogg Vorbis ,MP3 و HE-AAC دارد.